# Большие Чапурники
Больши́е Чапу́рники — село в Светлоярском районе Волгоградской области, административный центр Большечапурниковского сельского поселения. Основано в 1785 году.
Население 3228 (2010)

## Физико-географическая характеристика
Село расположено в степи в пределах Сарпинской низменности, являющейся северо-западной частью Прикаспийской низменности, к югу от устья балки. в которой расположен пруд Большой. Село вытянуто вдоль западного берега озера Сарпа. Средняя высота над уровнем моря — 12 метров. В окрестностях распространены солонцы (автоморфные) и светло-каштановые почвы.
По автомобильным дорогам расстояние до областного центра города Волгограда (до центра города) составляет 44 км (до южной границы города — 8 км), до районного центра посёлка Светлый Яр — 19 км. Через село проходит федеральная автодорога «Каспий» (подъезд к Элисте) Р22

## Климат
Климат континентальный, засушливый, с жарким летом и относительно холодной и малоснежной зимой (согласно классификации климатов Кёппена — Dfa). Среднегодовая температура воздуха положительная и составляет +8,7 °C. Средняя температура самого холодного января –7,0 °С, самого жаркого месяца июля +24,7 °С. Многолетняя норма осадков — 367 мм. В течение года количество осадков распределено относительно равномерно: наименьшее количество осадков выпадает в марте, апреле (по 23 мм) и октябре (22 мм), наибольшее количество — в июне и декабре (по 37 мм).

## История
Село Большие Чапурники основано около 1785 года из переселенцев из Ярзовки Царицынского уезда Саратовской губернии. В 1817 году устроен деревянный молитвенный дом во имя Рождества Пресвятой Богородицы, в 1847 году начато строительство деревянной церкви. В 1816 году в Больших Чапурниках проживало 97 семей, 205 душ мужского и 207 душ женского пола. В  1835 году в Больших Чапурниках числилось 95 семей государственных крестьян (265 душ мужского и 286 душ женского пола).
Согласно сведениям, содержащимся в Памятной книжке Астраханской губернии, на 1914 год село Большие Чапурники являлось центром Больше-Чапурниковской волости Черноярского уезда Астраханской губернии, в селе имелось 495 дворов, проживало 1283 души мужского и 1222 женского пола
C 1935 по 1949 годы село являлось административным центром Красноармейского района Сталинградской области (до 1936 года — Нижневолжского края).

## Население
Динамика численности населения
| 1816 | 1835 | 1859 | 1897 | 1900 | 1905 | 1914 | 1987  |
| ---- | ---- | ---- | ---- | ---- | ---- | ---- | ----- |
| 412  | 551  | 1071 | 2094 | 2290 | 2046 | 2505 | ≈2100 |

| 1939 | 2002  | 2010  |
| ---- | ----- | ----- |
| 2068 | ↗3205 | ↗3228 |

## Люди, связанные с селом
В селе родился Герой Советского Союза Евгений Уткин.